# Estadio Talkatora
El estadio Talkatora (en hindi: तालकटोरा स्टेडियम) es un estadio cubierto con sede en Nueva Delhi, India. El estadio tiene una capacidad para recibir a 3.035 personas. El pabellón es propiedad y está gestionado por el Consejo Municipal de Nueva Delhi. Lleva el nombre de una serie de jardines de la era Mughal, conocidos como Talkatora. Una depresión natural situada en el lado oeste del jardín, rodeada de terreno montañoso parte de la cresta Delhi, da nombre al lugar. El estadio cubierto Talkatora fue inaugurado el 25 de febrero de 2010. La arena es una pieza única de la arquitectura con un aspecto elegante. El estadio fue sede de los Juegos de la Commonwealth 2010 para los eventos de boxeo.